# 太田橋 (砺波市)
太田橋（おおたはし、おおたばし）は、富山県砺波市太田と安川を結ぶ庄川に架かる国道359号（旧道）の桁橋である。

## 概要
- 左岸 - 富山県砺波市太田[1]
- 右岸 - 富山県砺波市安川[1]

旧橋
- 形式 - RC3径間連続桁橋5連
- 橋格 - 第3種
- 橋長 - 443.0 m
- 有効幅員 - 5.5 m[2]
- 橋脚 - 鉄筋コンクリート
- 基礎 - 小判型井筒基礎
- 施工 - 富山県直営

新橋
- 形式 - 鋼桁橋
- 橋長 - 444 m
- 新橋 - 5.8 m[2]

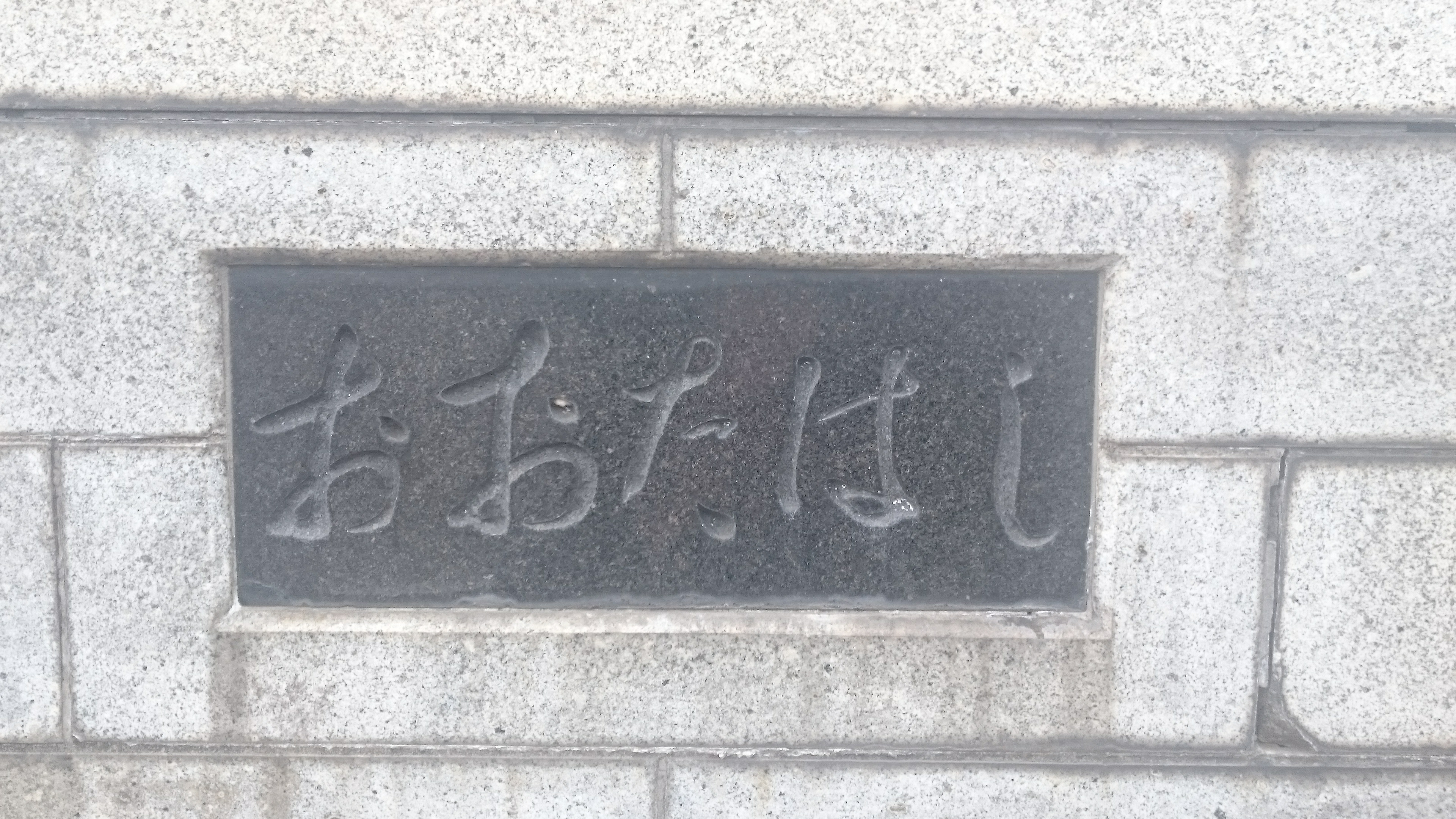
太田橋の橋名板には「おおたはし」と書かれている。

旧橋のRC橋は戦前のRC連続桁として日本最長であった。また、高欄には開口型の尖頭アーチによるデザインがなされている。
右岸にはリバーサイドパークが設けられていて、春は桜の花が満喫出来る。

## 歴史
文久年間より渡し舟が設置されていたが、明治初年に舟橋が架設された。
その後、1898年（明治31年）に庄川両岸（太田 - 般若）の有志が、富山県知事に『私設橋梁架設免許』を出願し、許可を得て、1900年（明治33年）3月に木製の釣橋『庄川橋』（長さ246間、幅員1.66間）が私設された。当時は橋の中央部に社団法人庄川架橋社株式会社の番人小屋が設置されていて、大人一人7厘の橋銭を徴収する賃取橋であった。1912年（明治45年）に富山県に管理が移管され、現在の橋の名称に改称。同時に無料の橋となった。
1934年（昭和9年）に木橋が洪水で流失したのを機に、通行車両の増大に対応した鉄筋コンクリート橋（RC橋）に架け替えられることになった。架替は指定府県道音川出町線の橋梁として富山県直営で実施され1935年（昭和10年）5月31日に着手し、1938年（昭和13年）6月30日に開通した。その後、RC橋の上流側に2本目の橋が架けられ上下2車線化され、1976年（昭和51年）3月に竣工、同年5月15日に開通した。この2本の橋が現在の橋である。